# Charlotte Lewis
Charlotte Staples Lewis er en fiktiv person i den amerikanske tv-serie Lost, spillet af Rebecca Mader. Charlotte har sin første optræden i "Confirmed Dead" fra fjerde sæson.

## Biografi

### Baggrund
Charlotte er født den 2. juli 1979 i Essex, England. Hendes far er David Lewis og hendes mor er Jeannette Staples Lewis. Hun er den ældste af tre piger. Hun voksede op i Bromsgrove, hvor efter hun tog til Kent for at tage sin bachelorgrad. Hun tog sin ph.d. i antropologi på Oxford. Hun blev undervist af Daniel Faraday Nu er hun antropolog.

### Før øen
Charlotte arbejdede som antropolog, og udgraver i Tunesiens ørken et isbjørneskelet, og finder ved dens side logoet for The Hydra-stationen, tilhørende Dharma Initiative. Hun tilsluttes senere Naomis team.

### På øen

#### Sæson 4
Charlotte lander på en lav bjergside, frigør sig selv og styrter i en flod. Da hun kommer til overfladen møder hun Lockes flok, og han fortæller at hun er endt hos dem, der ikke ønsker at blive fundet. Charlotte udspørger de overlevende, men tvinges i stedet til at følge dem. De spænder hendes sporingsudstyr fast på Vincent, og forhindrer dermed hendes team i at finde hende. Senere forsøges hun dræbt af Ben, men overlever eftersom hun bar en skudsikker vest. Charlotte benyttes i en byttehandel for Miles. Da hun genforenes med Frank og Daniel, beslutter hun ikke at tage med helikopteren til fragtskibet.
Charlotte og Daniel vender med Jack og Juliet tilbage til stranden. Daniel og Charlotte opdager at han er ved at have et hukommelsessvigt. Jack og Juliet spørger hvorfor de ikke kan komme i kontakt med båden, og Charlotte lader dem bruge en kanal der ellers kun var egnet til nødsituationer. De erfarer at helikopteren aldrig er kommet frem.

## Fodnoter
1. 1 2  Lost: 
"Confirmed Dead" (Sæson 4, afsnit 2). Manuskript af Drew Goddard & Brian K. Vaughan.  Broadcasted første gang på American Broadcasting Company den 7. februar 2008.
2. ↑  Lost: 
"The Economist" (Sæson 4, afsnit 3). Manuskript af Edward Kitsis & Adam Horowitz.  Broadcasted første gang på American Broadcasting Company den 14. februar 2008.
3. ↑  Lost: 
"Eggtown" (Sæson 4, afsnit 4). Manuskript af Elizabeth Sarnoff & Greggory Nations.  Broadcasted første gang på American Broadcasting Company den 21. februar 2008.